# Dellroy
Dellroy és una població dels Estats Units a l'estat d'Ohio. Segons el cens del 2000 tenia 294 habitants.

## Demografia
Segons el cens del 2000, Dellroy tenia 294 habitants, 121 habitatges, i 83 famílies. La densitat de població era de 667,7 habitants/km².
Dels 121 habitatges en un 32,2% hi vivien nens de menys de 18 anys, en un 56,2% hi vivien parelles casades, en un 10,7% dones solteres, i en un 30,6% no eren unitats familiars. En el 28,9% dels habitatges hi vivien persones soles el 12,4% de les quals corresponia a persones de 65 anys o més que vivien soles. El nombre mitjà de persones vivint en cada habitatge era de 2,43 i el nombre mitjà de persones que vivien en cada família era de 3.
Per edats la població es repartia de la següent manera: un 26,2% tenia menys de 18 anys, un 7,1% entre 18 i 24, un 29,6% entre 25 i 44, un 19% de 45 a 60 i un 18% 65 anys o més.
L'edat mediana era de 38 anys. Per cada 100 dones de 18 o més anys hi havia 90,4 homes.
La renda mediana per habitatge era de 27.344 $ i la renda mediana per família de 31.875 $. Els homes tenien una renda mediana de 27.292 $ mentre que les dones 20.833 $. La renda per capita de la població era de 15.149 $. Aproximadament el 8,8% de les famílies i el 9,1% de la població estaven per davall del llindar de pobresa.

## Poblacions més properes
El següent diagrama mostra les poblacions més properes.